# Hans-Joachim Plötz
Hans-Joachim Plötz, né le 26 février 1944 à Berlin, est un joueur de tennis allemand.

## Palmarès

### Finale en simple
| No | Date       | Nom et lieu du tournoi                       | Catégorie       | Dotation | Surface      | Vainqueur   | Score         |  |
| -- | ---------- | -------------------------------------------- | --------------- | -------- | ------------ | ----------- | ------------- |  |
| 1  | 20-05-1974 | German International Championships, Hambourg | GP World Series | NC $     | Terre (ext.) | Eddie Dibbs | 6-2, 6-2, 6-3 |  |